# Artur Ayvazyan
Artur Ayvazyan (en ukrainien, Айвазян Артур Суренович), né le 14 janvier 1973 à Erevan, est un tireur sportif ukrainien.

## Palmarès

### Jeux olympiques
- Jeux olympiques de 2008 à Pékin (Chine) :
  -  Médaille d'or sur l'épreuve de tir couché en carabine 50m.

### Championnats d'Europe
- Championnats d'Europe de tir 1993 à Brno (République tchèque) :
  -  Médaille de bronze sur l'épreuve de tir couché 3 positions en carabine 50m.

- Championnats d'Europe de tir 1999 à Bordeaux (France) :
  -  Médaille de bronze sur l'épreuve de tir couché 3 positions en carabine 50m.

- Championnats d'Europe de tir 2001 à Zagreb (Croatie) :
  -  Médaille d'or sur l'épreuve de tir couché 3 positions en carabine 50m.

- Championnats d'Europe de tir 2003 à Pilsen (République tchèque) :
  -  Médaille d'argent sur l'épreuve de tir couché en carabine 50m.

- Championnats d'Europe de tir 2005 à Belgrade (Serbie-et-Monténégro) :
  -  Médaille de bronze sur l'épreuve de tir couché en carabine 50m.